# Сараевская пивоварня
Сараевская пивоварня (босн. Sarajevska pivara) — первое промышленное предприятие в Боснии и Герцеговине. Она была основана в 1864 году. Пивоварня находится в Сараево.
Это единственное предприятие в Европе, которое работало непрерывно как в период Османской империи, так и во времена Австро-Венгерской монархии.
Здание пивоварни представляет собой архитектурное сооружение, сочетающее в себе элементы восточного и европейского стилей.

## История

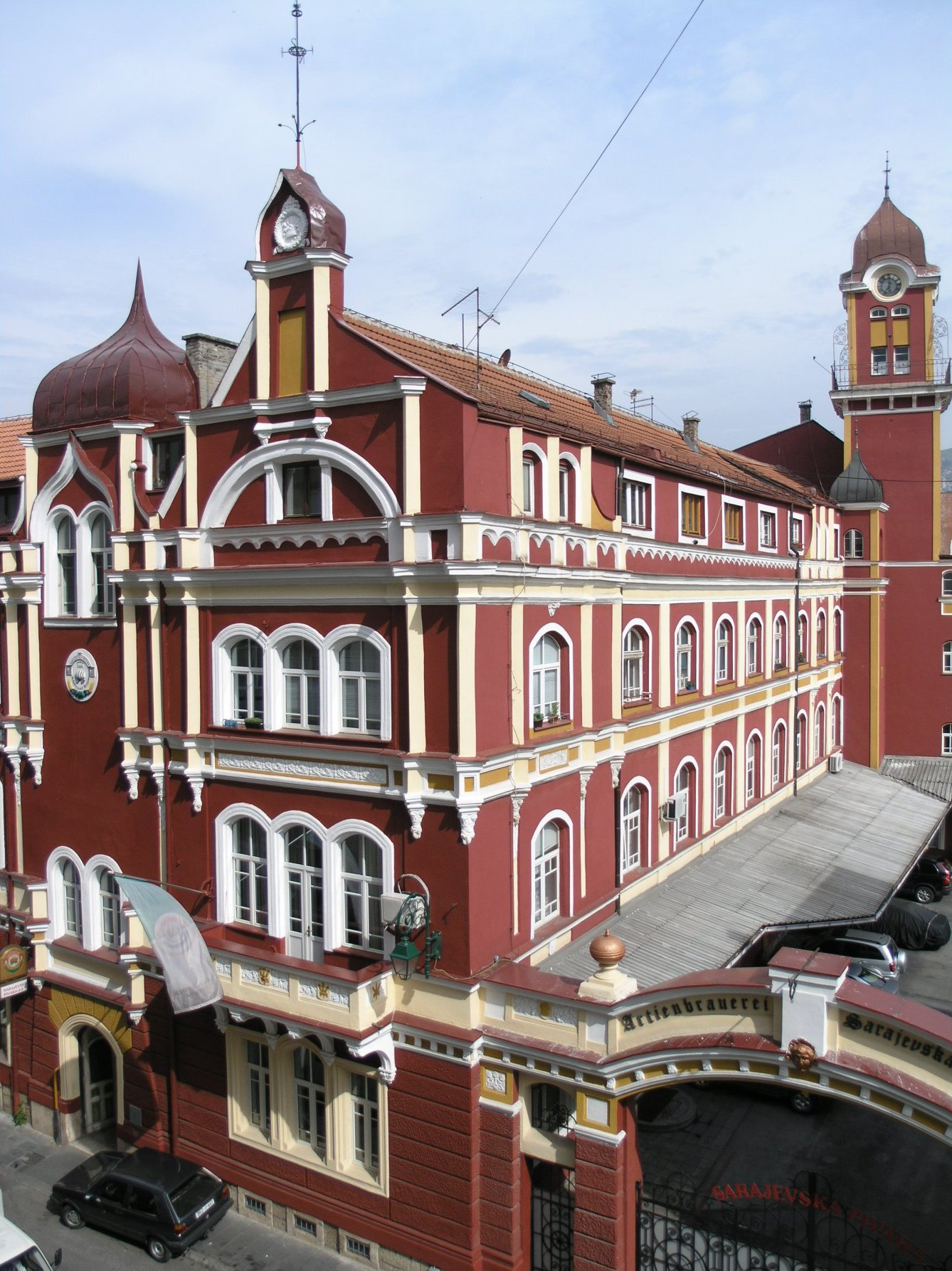
Сараевская пивоварня.

Пивоварня была основана в 1881 году и расположена на источнике воды, который находится на глубине 300 метров. Это единственная пивоварня в Боснии и Герцеговине, имеющая собственный источник воды.
В 1907 году пивоварня стала крупнейшей в Австро-Венгерской империи, а к 1898 году производила 45 000 гектолитров пива в год. После окончания Первой мировой войны и создания Королевства Югославия производство пива снизилось.
В 1923 году пивоваренный завод был национализирован и стал эксклюзивным поставщиком королевского двора. В период между Первой и Второй мировыми войнами владелец пивоварни приобрел другие предприятия в Славонски-Броде, в Петроварадине и построил солодовенный завод в Скопье.
В 1957 году была введена в эксплуатацию первая автоматическая линия по розливу пива производительностью 5000 бутылок в час. В последующие 15 лет все заводы были реконструированы, что позволило увеличить мощность производства до 400 000 гектолитров в год.
В 1980-х годах Сараевская пивоварня столкнулась с серьёзным кризисом, который привёл к тому, что она опустилась на 20-е место среди 28 пивоваренных заводов бывшей Югославии. Однако благодаря предпринятым мерам удалось остановить спад, и к 1991 году пивоварня была модернизирована. Производство увеличилось в три раза, и Сараевская пивоварня вошла в четвёрку ведущих пивоваренных заводов бывшей Югославии.
В период с 1992 по 1995 год развитие пивоварни было приостановлено из-за войны в Боснии и Герцеговине, в результате которой она была практически полностью разрушена. Ущерб оценивается более чем в 20 миллионов долларов США. В это время пивоварня продолжала работу, но объёмы производства были незначительными — всего 3 % от предыдущего уровня. Для жителей Сараево пивоварня была единственным источником питьевой воды в осаждённом городе.
С 1996 по 2013 год завод был успешно восстановлен, в его развитие и модернизацию было инвестировано около 43 миллионов евро.

## Производство
Сегодня сараевская пивоварня является ведущей компанией Боснии и Герцеговины по производству пива, газированной и негазированной воды, прохладительных напитков и соков. Производство осуществляется в Сараево, на площади около 17 400 м2. Весь производственный процесс пивоваренного завода Сараево соответствует самым высоким техническим стандартам. Стандарты контроля качества и охраны окружающей среды, а также система HACCP разработаны и внедрены в соответствии с международными стандартами EN ISO 9001:2000, ISO 14001:2004 и Codex Alimentarius. Соответствие системы требованиям вышеуказанных стандартов подтверждено аудитом, проведенным независимой известной сертификационной компанией RW TÜV Essen, и выдачей сертификата соответствия системы TÜV CERT. Самый узнаваемый бренд Сараевской пивоварни — Sarajevo Beer, один из брендов Боснии и Герцеговины. Сараевская пивоварня также имеет лицензию на производство Pepsi и Oettinger.

## Здание
Здание Сараевской пивоварни — одно из самых привлекательных зданий в Сараево, архитектурный стиль которого представляет собой смесь восточной и классической европейской архитектуры. На территории пиериоды — Османская империя и Австро-Венгвоваренного завода Сараево находится музей пивоварения, единственный в своем роде в Боснии и Герцеговине. Экспозиция музея разделена на различные перская монархия, мировые войны, социалистический период и период после войны в Боснии и Герцеговине.